# Antigua fábrica de Diago
La antigua fábrica de Diago es actualmente una plaza pública de la ciudad española de Castellón de la Plana situada en el lugar en el que entre 1914 y la primera mitad de la década de 1990 se situó dicha fábrica de azulejos y de la que aún se conservan algunos restos en pie declarados Bien de relevancia local.

## Historia
En 1908 Fernando Diago Herrando fundó una fábrica de azulejos en Onda que en 1914 se trasladó a la capital provincial, a una zona al sur del casco urbano conocida como Tir de Colom junto a la carretera de Valencia, al lado de la fábrica de ladrillos de Cerámicas Gascó a la que se accedería por la calle Maestro Arrieta. Más tarde de la azulejera se hizo cargo su hijo mayor Fernando Diago Piñón haciendo destacar a la fábrica por la calidad de su producción, a la que se sumó, colindante, la que fundó su hermano Antonio dedicada a las fritas y esmaltes. De cara al siglo XXI la empresa abandonó su histórica ubicación en la ciudad al quedar rodeada por el crecimiento urbano y se trasladó junto a la carretera de Alcora entre las cuadras de Cubs y la Torta, y mantenía otra factoría en Onda, sumando en total 250 empleados en 2002, presidida por Fernando Diago de la Presentación, quien además llegó a ser presidente de la patronal ASCER. En 2008 la empresa no pudo resistir la crisis económica y clausuró la fábrica de Onda y al año siguiente hizo lo mismo con la de Castellón despidiendo a 50 empleados. En 2010 la sociedad entró en concurso de acreedores para finalmente ser liquidada en 2023.
De entre las muchas obras cerámicas aquí creadas destaca el panel cerámico devocional del Portal de la Purísima de Castellón elaborado en 1939.
En 1995 el lugar donde se encontraba la fábrica original en la capital de la Plana junto a la de Gascó fue urbanizado creando una plaza pública peatonal rodeada de nuevos edificios en la que se conservaron algunos restos de las construcciones industriales presentes en la zona a la que se le puso el nombre de Antigua fábrica de Diago.

## Chimenea

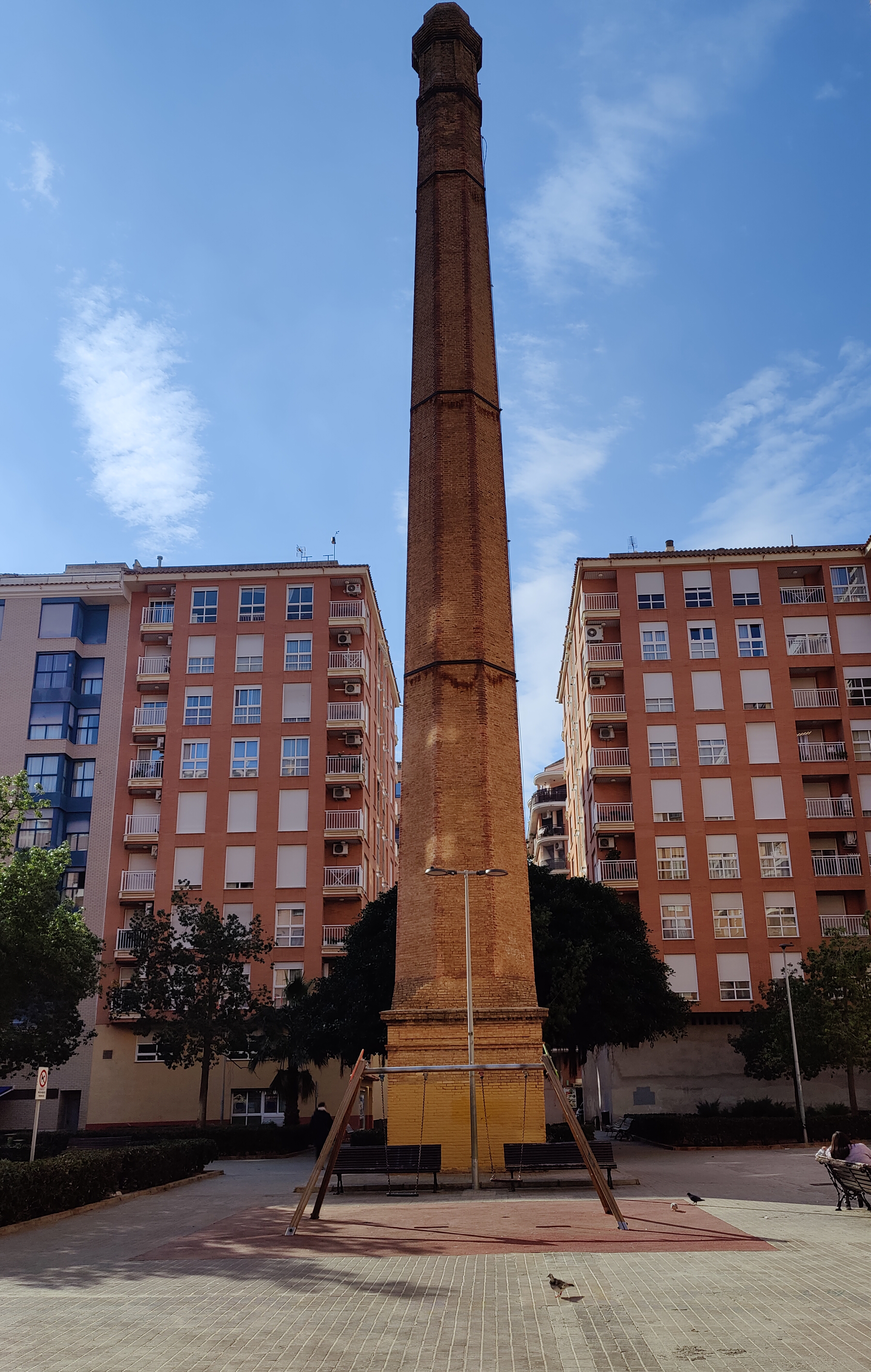
Chimenea de la fábrica de Gascó

Pese a la creencia mayoritaria, la chimenea conservada no es la de la fábrica que ha acabado dando nombre al conjunto, si no la de la fábrica de ladrillos de Cerámicas Gascó, aunque su construcción se data contemporánea al establecimiento de la azulejera, entre 1914 y 1920. Se trata de la única chimenea industrial construida en ladrillo que se conserva en Castellón de la Plana.
La chimenea se conserva exenta sin ninguna de las construcciones industriales que tuvo adosadas. aunque se conserva cegada la boca de entrada a su interior que era un arco de 64,5 cm de ancho. La base es de planta cuadrada de 3,4 m de lado, mientras que el tubo y la coronación tienen planta octogonal. La transición entre la base y el tubo está marcada con una cornisa con dentellones y molduras decorativas. La transición entre el tubo y la coronación está rematada de forma muy elaborada, con un juego de cornisas y hornacinas alargadas. El tubo se va estilizando a la vez que crece en altura y todavía conserva el cable que conectaba el pararrayos situado sobre la chimenea. Los ladrillos con los que está construida tienen unas dimensiones de 25,5 x 12,5 x 5 cm y son de dos colores, las beige se utilizaron para la estructura de la construcción y las de color rojizo para los detalles decorativos.

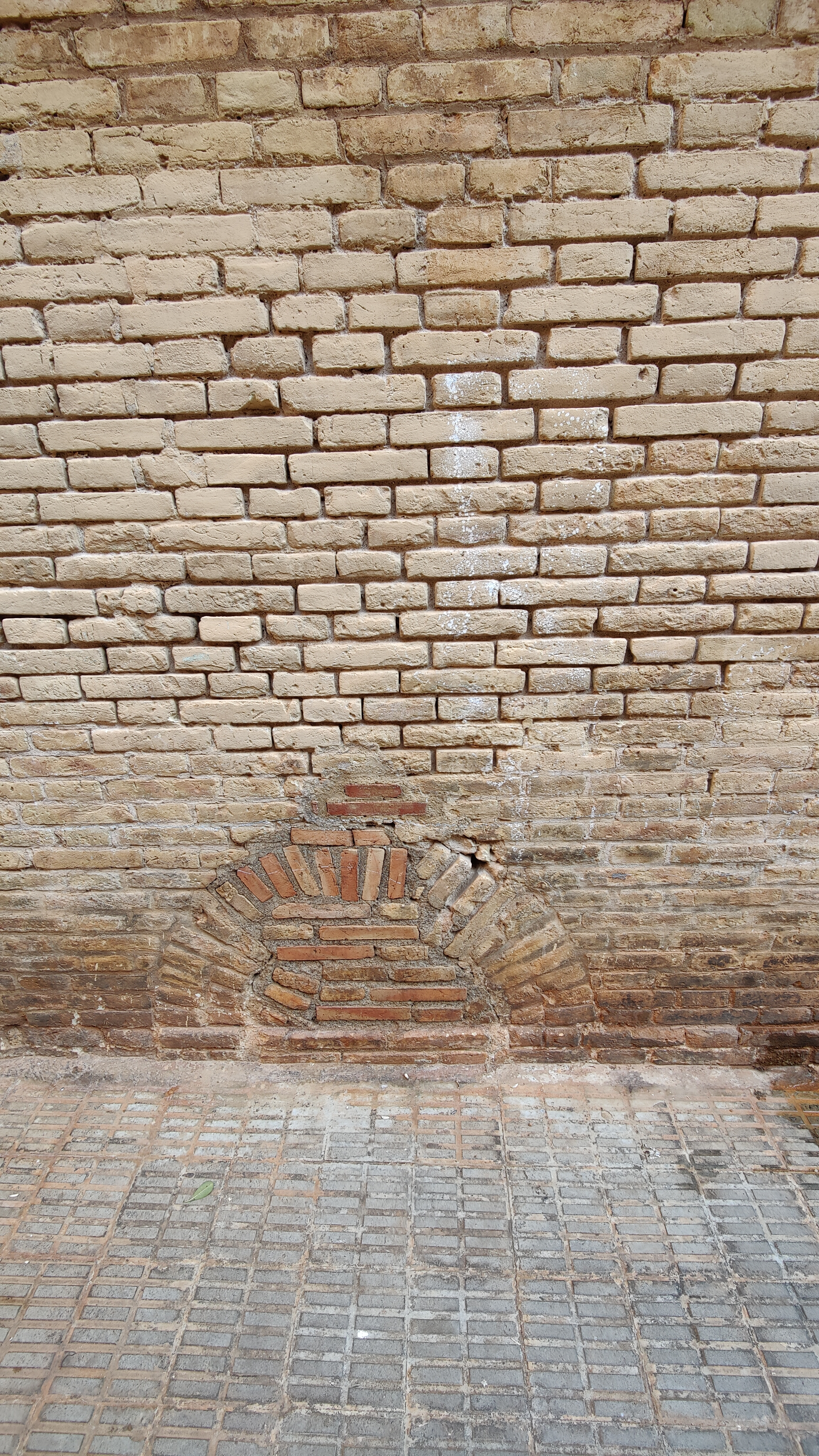
Arco de la boca de entrada a la chimenea
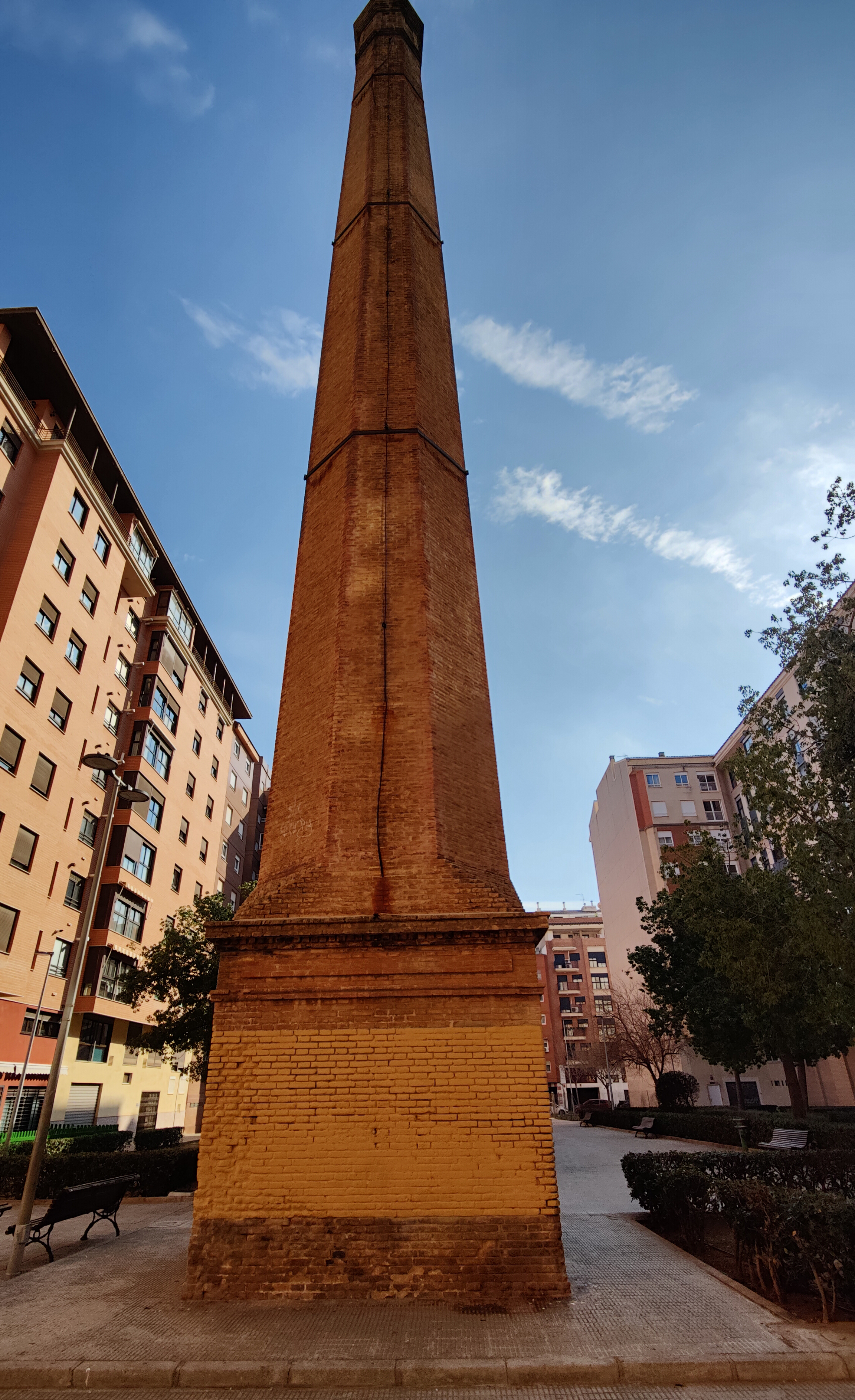
Cable del pararrayos

## Portada
En 1957 el ceramista Rafael Guallart es encargado para realizar la decoración para la nueva puerta principal de la factoría basándose en la original del recinto que había sido derribada para ampliarla y permitir el paso de camiones. La portada se  ubicaba en la avenida Valencia y al derribarse todo el conjunto fabril el panel cerámico fue retirado para ser recolocado sobre una nueva estructura que imita a la original en una nueva ubicación en la calle Maestro Arrieta sirviendo de entrada a la plaza.
Se trata de una composición de 627 azulejos conformados por vía semiseca, vitrificados, y decorados a mano sobre estarcido de tamaño 20 x 20 cm y otros 127 de formas y tamaños diversos ubicados en el dintel y las jambas de la portada. El panel muestra tres escenas, una principal sobre el dintel de la puerta donde se puede ver al dios romano Mercurio con una reproducción de la propia fábrica a su izquierda y del Puerto de Castellón a su derecha, sobre él una cenefa porta el rótulo «FABRICA DE AZULEJOS», mientras que en la parte inferior fuera de la escena se puede leer el nombre de la empresa «FERNANDO DIAGO PIÑON S.L.» En la jamba izquierda se ve uno de los trabajos industriales de la fábrica como es el prensado de los azulejos, mientras que en la jamba derecha se puede ver una escena con la misma composición estética que muestra el trabajo artesanal de pintado a mano de un panel cerámico devocional. El gran panel sigue en ambos contrafuertes con dibujos florales idénticos en cada lado con 38 piezas cada una. Sobre la puerta se alza un pináculo también recubierto de azulejos blancos y azules y sobre cada jamba un león de piedra.
El estado de conservación es bueno aunque algunas piezas comienzan a estar lastimadas. Su visibilidad es buena aunque una farola dificulta una visión general sin interrupciones.

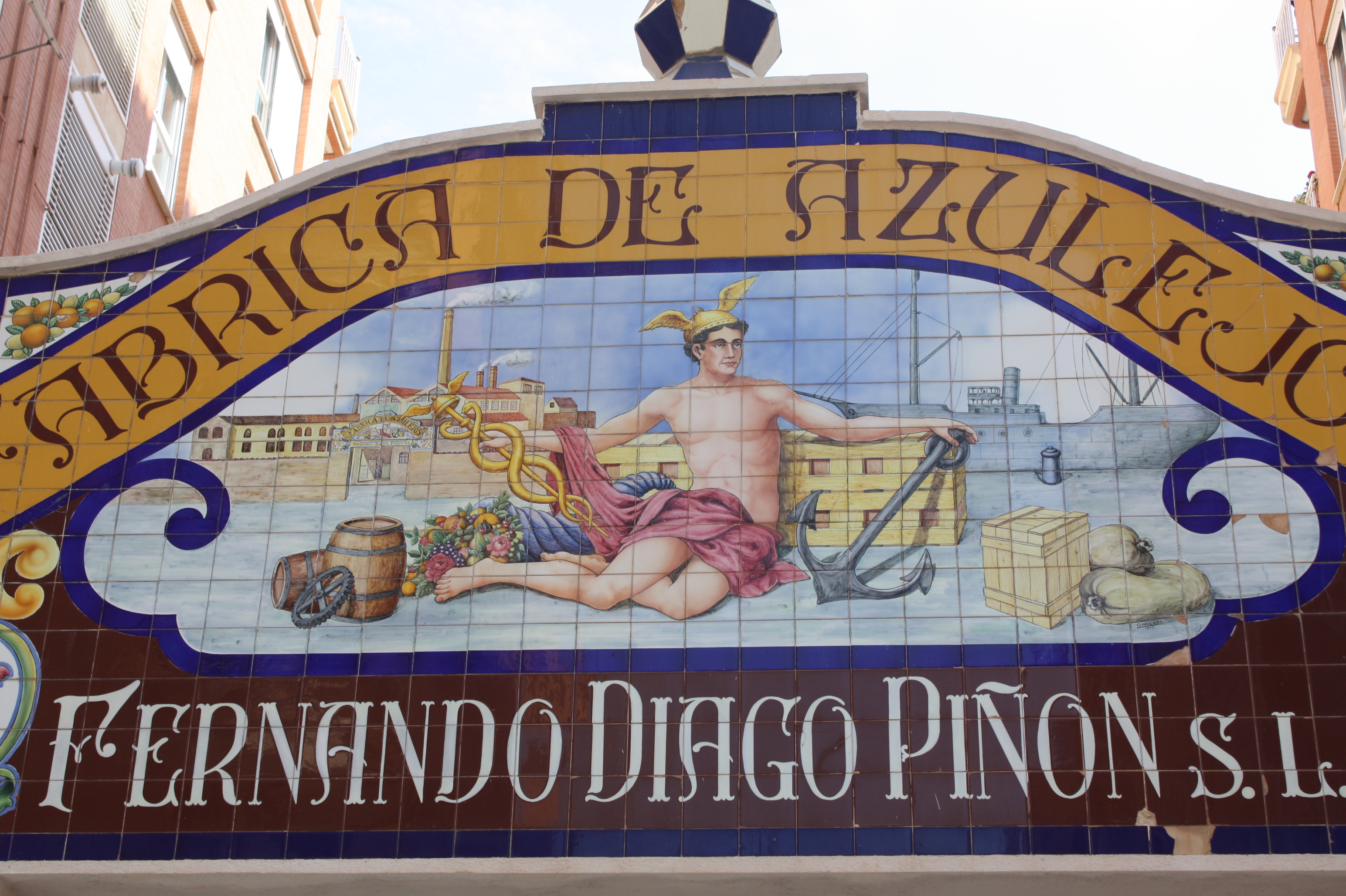
Detalle central del panel cerámico
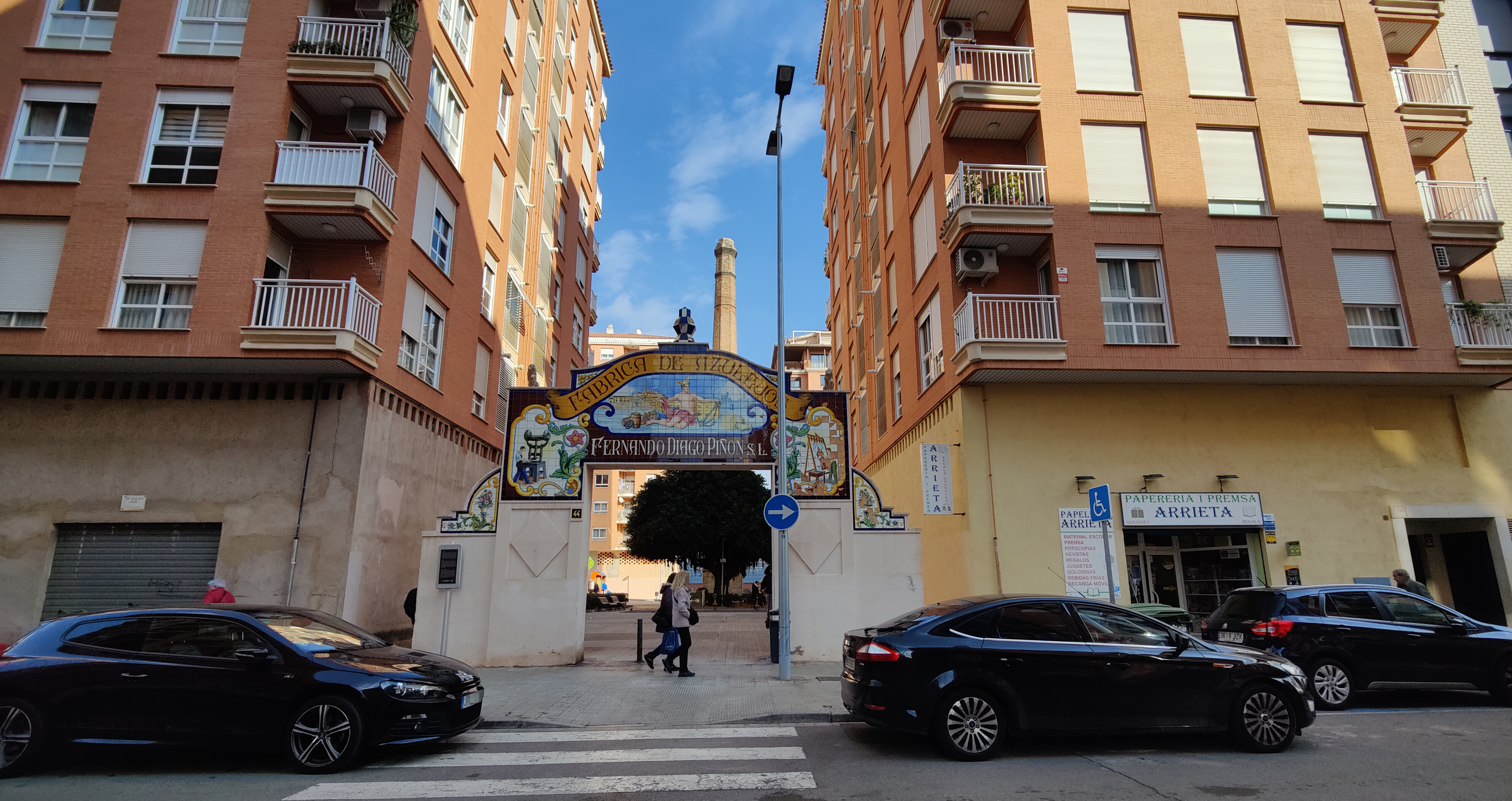
Vista de la portada completa en su ubicación actual

## Espacio urbano

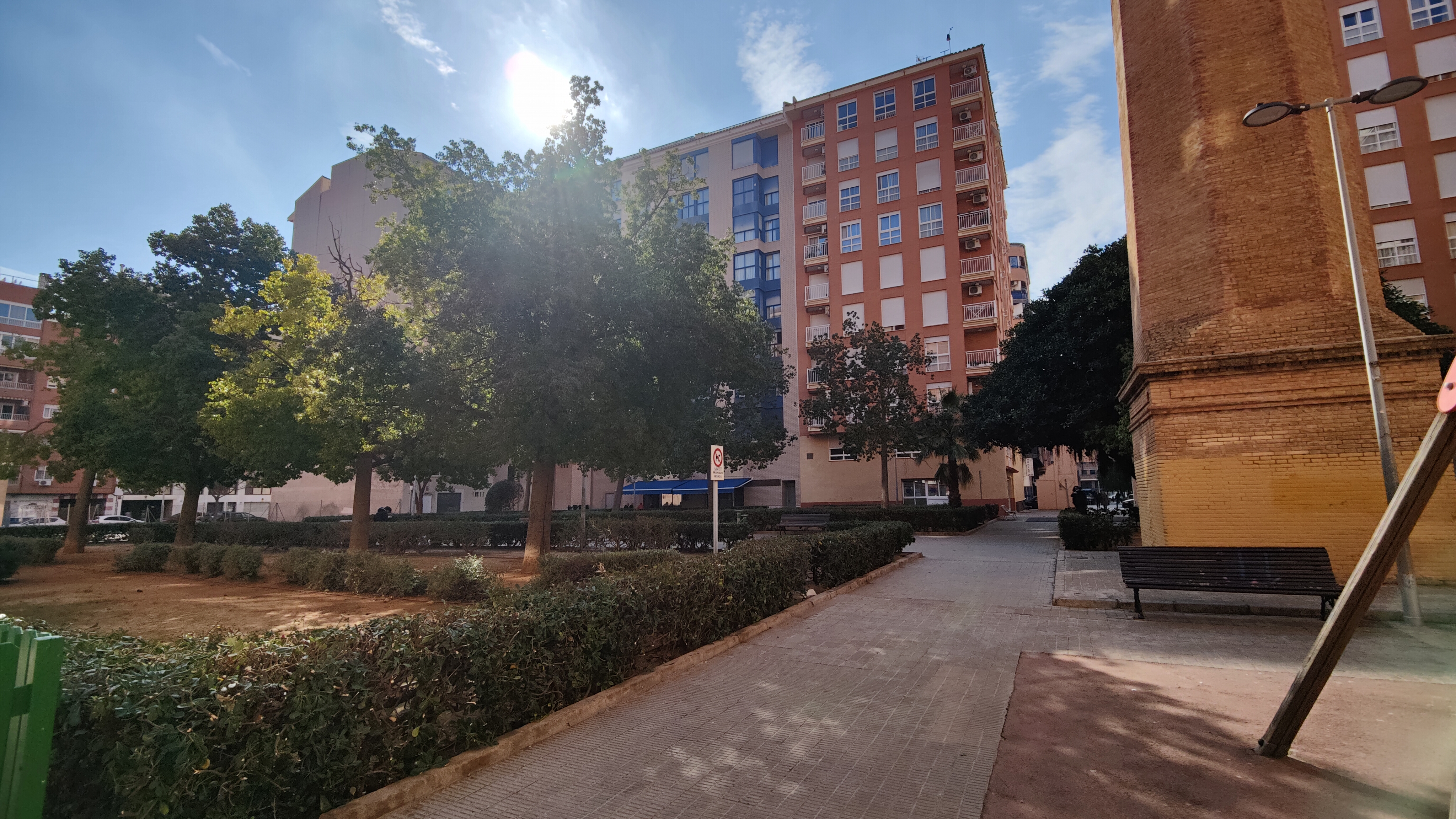
Zona verde de la plaza

La plaza actual corresponde con el interior de la manzana comprendida entre las calles Juan Bautista Poeta, Vázquez Mella, Maestro Arrieta y Cantó de Castàlia. El acceso por el oeste y el este se produce por un pasaje bajo un edificio, aunque el del lado este no se ha construido. La chimenea queda posicionada prácticamente en el cruce de las circulaciones entre los cuatro accesos. Por lo demás su urbanización es muy sencilla, con 4 parterres rodeados de setos, arbustos y árboles y varios juegos infantiles alrededor del elemento central.